# Auxa fuscolineata
Auxa fuscolineata är en skalbaggsart som beskrevs av Stefan von Breuning 1957. Auxa fuscolineata ingår i släktet Auxa och familjen långhorningar.
Artens utbredningsområde är Madagaskar. Inga underarter finns listade.